# Битва за Дамаск (1941)
Битва за Дамаск (18-21 июня 1941 года) была сражением в ходе Сирийско-Ливанской кампании во Второй мировой войне.
Изначально наступление 18 июня осуществляли индийские войска на Меззе, а войска Свободной Франции двигалась на Кадим. Индийские войска смогли захватить Меззе. Союзнические войска французов задержались, из-за чего Франция Виши провела успешную контратаку, окружив войска 5-й индийской бригады. Любые попытки поставить припасы оканчивались провалом.
К ночи 19 июня сражаться дальше было проблематично, уже более 24 часов раненые солдаты обороняли Меззе без еды и медикаментов. Утром 20 июня Ллойд, передав командование Эветтсу, вернулся к командованию 5-й индийской бригадой и отправил отряд для снятия окружения с Меззе. Однако, все усилия пенджабских и французских полков были напрасны, и наступление 20 июня на Кадим было провалено. Лишь ночью силы Свободной Франции при поддержке британских противотанковых и зенитных орудий и австралийского пулемётного батальона прорвали оборону Виши и утром 21 июня заняли Кадим.
Индийские защитники Мезе после тяжёлой обороны решили запросить перемирие. Вишисты приняли белый флаг за знак капитуляции и начали атаку на позиции оборонявшихся. Союзники вернулись в Меззе к 19 часам 21 июня, но никого, кроме мёртвых, не обнаружили.
В течение вечера 20-21 июня австралийцы провели несколько боевых операций, атаковав ряд каменных фортов на возвышенности Меззе рядом с дорогой Кунейтра. В другом месте рота австралийцев попыталась обойти левый флаг защитников Виши, чтобы получить контроль над дорогой, ведущей к Бейруту, и установить блокпост в ущелье Барада. В ходе тяжёлого сражения отряд из 59 австралийцев был ненадолго взят в плен, но ранним утром 21 июня в ходе контратаки австралийцы были освобождены и отвоевали форты. Обороняющиеся удерживали позиции в ущелье Барада, отражая атаки французов.